# Fossa Corbulonis

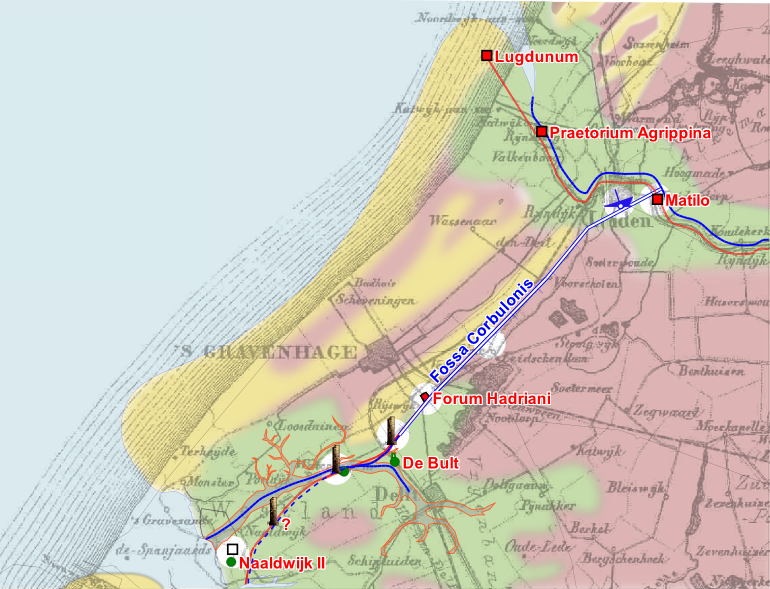
Karte des Verlaufes des Kanales

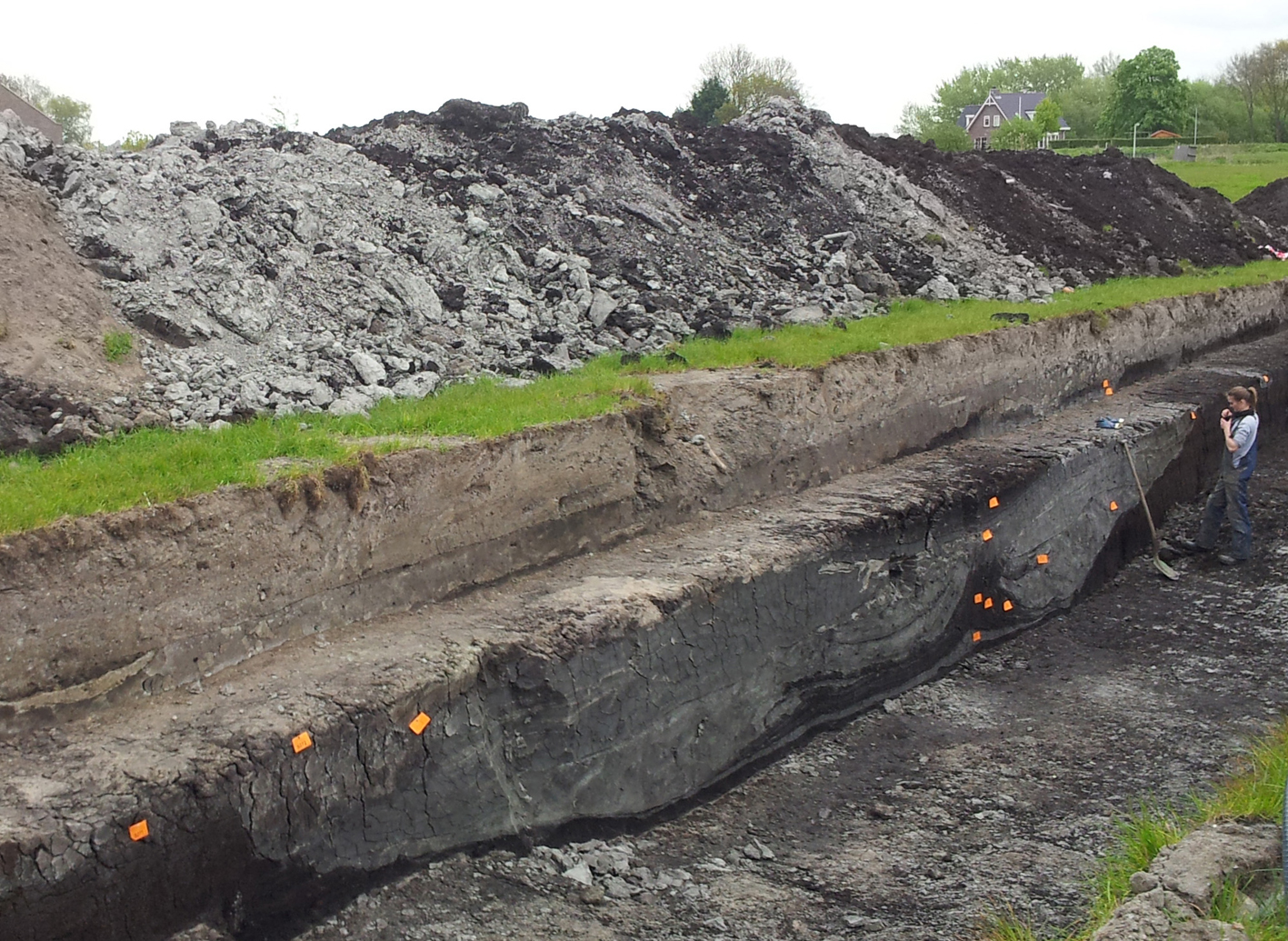
Grabungsschnitt während der Ausgrabung durch die Fossa Corbulonis bei Leidschendam

Die Fossa Corbulonis war eine römische Wasserstraße, die den Rhein (Rhenus) 
und die Maas (Mosa) zwischen ihren alten Mündungen in die Nordsee beim heutigen  Katwijk bzw. Hoek van Holland als Küstenkanal verband. 
Der Oude Rijn bildete die Grenze (Niedergermanischer Limes) zwischen dem südlichen Germania Infernio  und dem nördlichen, nicht römischen Germania Magma. An dieser Grenze befand sich am Kanalanfang oberhalb von Katwijk das Militärlager Matilo. Der Kanal passierte das ehemalige Forum Hadriani (heute Voorburg) und endete an der Mündung der Oude Maas, die die Römer als Helinium bezeichneten. 
Der Kanal wurde ab dem Jahr 47 n. Chr. unter dem römischen Befehlshaber Gnaeus Domitius Corbulo gebaut und war 23 römische Meilen (34,5 km) lang. Die Breite variierte zwischen 12 und 14 Metern, die Wassertiefe betrug zwei Meter. 
Die Fossa Corbulonis gilt als wasserbautechnische Meisterleistung ihrer Zeit und ist abschnittsweise noch heute im Gelände nachzuvollziehen. 

## Hintergrund
Trotz eines erfolgreichen Feldzugs im Jahr 47 n. Chr. gegen die  antiken Friesen (Frisii) nördlich der Rheinmündung, unter der Leitung des römischen Feldherrn Gnaius Domitius Corbulo, entschied der römische Kaiser Claudius dennoch, dass der Rhein die Grenze (Limes) des Römischen Reiches sein sollte. Anschließend zog sich die Armee hinter den linksrheinischen Ufern zurück. Um einen schnellen und sicheren Transfer von Truppen, Ausrüstung und Vorräten von der Maas (Mosa) zum Rhein (Rhenus) zu ermöglichen, ließ Corbulo daraufhin den 23 römischen Meilen (ca. 34 km) langen Verbindungskanal graben. Die Legionäre könnten Mitglieder der Legionen Legio V Alaudae und Legio XV Primigenia gewesen sein. Es ist wahrscheinlich, dass die Soldaten nur wenige Kilometer graben mussten, denn sie verbanden bestehende Wasserläufe, so im Süden die Gantel, die in das Helinium, die Maasmündung  einmündete und im Norden die Vliet, die in die Maasmündung gelangt.
Lange nachdem die Fossa Corbulonis verlandet war, wurde der Rhein-Schie-Kanal gegraben, der nur teilweise denselben Verlauf hat.

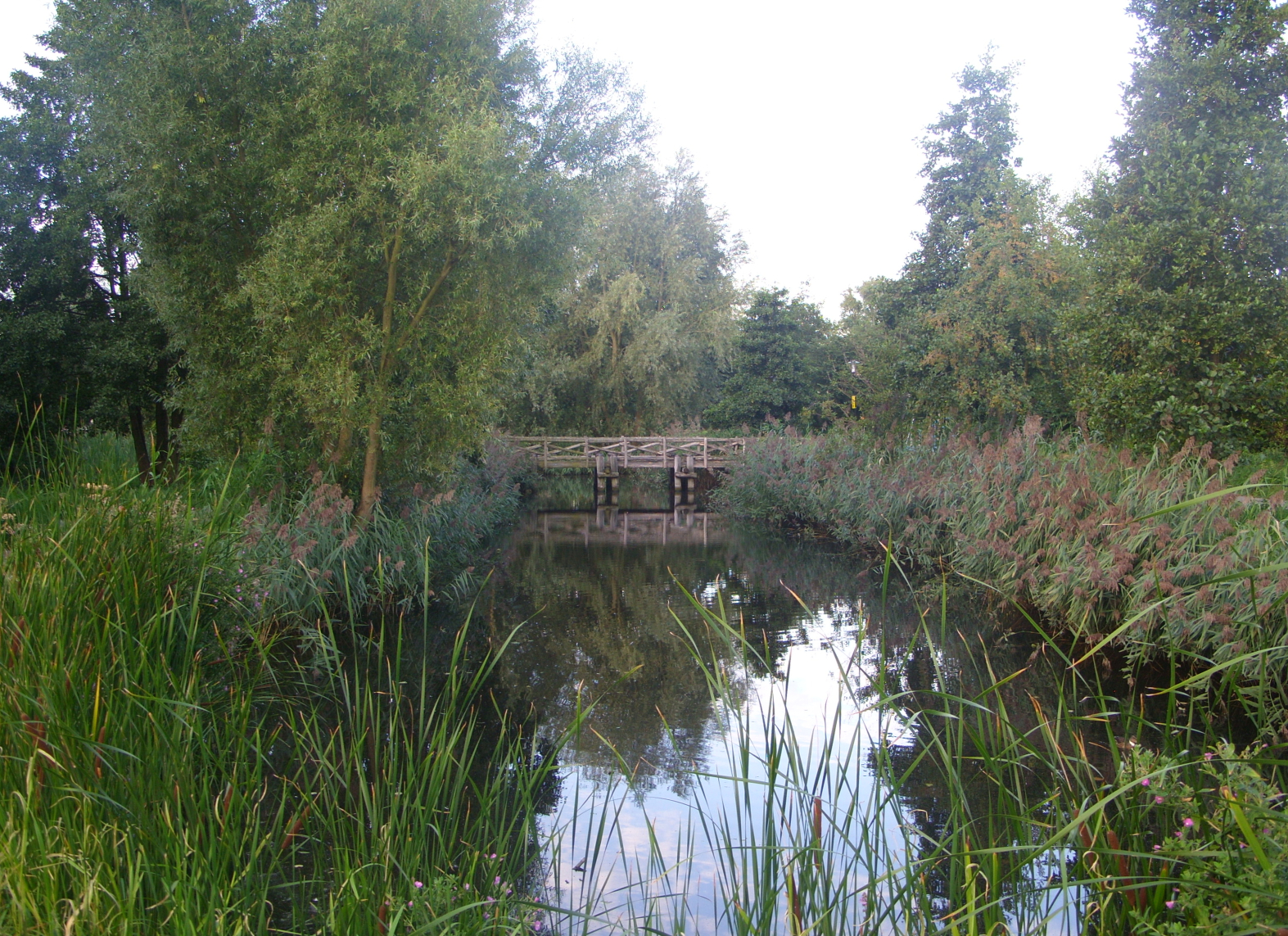
Rekonstruktion der Fossa Corbulonis aus dem Jahre 47 n. Chr. mit einer römischen Brücke in Rietvink (Leidschendam)